# Полянки (Татарстан)
Полянки — село в Спасском районе Татарстана (Россия), административный центр Полянского сельского поселения. В прошлом — родовое имение Лихачёвых.
Расположено на левом берегу Волги (Куйбышевское водохранилище) в 16 км к югу от Болгара. Связано автодорогой с сёлами Балымеры и Три Озера (выход к автодороге Болгар — Старая Майна).

## История
Точная дата основания села неизвестна. Свою историю оно ведёт с конца XVI века, со времени правления царя Бориса Годунова. Оно было основано при проведении Тетюшской засечной черты и называлось Полянским городком. Впоследствии деревня Полянка входила в патриаршее владение. В 1668 году земельные угодья стали принадлежать польским шляхтичам, среди которых известны имена ротмистра Петра Костенецкого, Станислава Голубицкого, Ивана Романовского, Ивана Шапчинского и т. д.
В 1691-92 годах стольник Фёдор Змеев выменял в Полянках поместья у нескольких шляхтичей, а затем по челобитью 1695 года получил выпись на село Полянки. Чуть позже он и его отец получили выписи на рыбные ловли по рекам Утка и Майна.
Впоследствии Фёдор Иванович Змеев женился на Прасковье Петровне Борятинской, вдове князя Степана Борятинского. В 1738 году она, пережив своего второго мужа, вступила во владение селом Полянки, Берёзовой Гривы на р. Утке и дачных мест в Луховском уезде.
В начале 1745 года её внучка Мария Яковлевна Новосильцева сочеталась браком с сержантом лейб-гвардии Семёновского полка Логином Ивановичем Лихачёвым (?-1760). Именно Логина Ивановича можно считать родоначальником казанской ветви рода Лихачёвых. Он был сыном Ивана Евстигнеевича Лихачёва, московского дворянина, который женился на Мелании Фёдоровне Зелёной. Его имя упоминается в договоре от 23 марта 1754 года при покупке на имя его жены, Марии Яковлевны Лихачёвой, от её бабушки, Прасковьи Петровны Зелёной, села Полянки Спасского уезда Казанской губернии.
Полянская усадьба была построена первыми поселенцами, но окончательный вид она приобрела при Лихачёвых. Усадьба располагалась в середине села, на высокой луговой террасе правого берега Волги. Семья Лихачёвых продолжала жить в старом деревянном доме, поставленном еще при Ф. И. Змееве (конец XVII — начало XVIII вв.). Изменения были внесены лишь постройкой каменной кладовой, сложенной из остатков кирпича после построения церкви. Эта кладовая просуществовала вплоть до начала XX века.
Одним из условий при покупке было построение в усадьбе каменной церкви. Логин Иванович Лихачёв свято выполнил это условие, и церковь во имя Покрова Пресвятой Богородицы с приделом во имя Николая Чудотворца была построена недалеко от главного усадебного дома. В дальнейшем в её ограде хоронили представителей рода Лихачёвых.
В 1760 году Логин Лихачёв умер, а через год умерла и его жена. Остались сиротами двое малолетних детей — Николай и Александр Лихачёвы. Их опекуном стал статский советник Иван Васильевич Лихачёв. Он сам был довольно дальнего родства, а его жена, Елизавета Петровна Соковнина, приходилась двоюродной тёткой молодым Лихачёвым.
Впоследствии в возрасте 31 года Александр Логинович Лихачёв, до этого служащий в лейб-гвардии Семёновского полка, вышел в отставку, и семья Лихачёвых, состоящая теперь из Александра Логиновича и его жены, Елизаветы Семёновной (в девичестве Кисловской), прочно обосновалась в Полянках.
Однако, начало их жизни было омрачено событиями крестьянского восстания под предводительством Е.Пугачёва. В 1774 году полянская усадьба была сожжена пугачёвцами. Вместе с домом сгорела и библиотека, собиравшаяся Л. И. Лихачёвым. По преданию, Александр Логинович был в отъезде, и лишь дворовые крестьяне спасли его семью. Переодев помещицу в крестьянское платье, они перевезли её и годовалую дочь на другой берег Волги. В прибрежных кустах, около Святого ключа, она родила сына, которого назвали Семёном.
Был выстроен новый двухэтажный дом с парадным крыльцом, украшенным колоннадой. Это была типичная усадьба XVIII века, совсем не похожая на прежние, старинные хоромы. Как и во многих дворянских усадьбах этого времени, второй этаж был отведён для повседневного жилья — «для фамилии», нижний этаж занимали парадные комнаты — «для гостей». Комнаты стали просторнее и выше, окна были сделаны большими, и в доме стало много света. Среди парадных комнат в доме имелись обязательная гостиная, кабинет, столовая, бильярдная и другие комнаты.
Поселившись в деревне, Александр Логинович увлекся собиранием и чтением книг, стал выписывать журналы. Интерес к книгам повлиял на выделение в доме отдельного помещения под библиотеку, которая положила начало большому книжному собранию.
Сам дом стал центром усадьбы, где кроме главного дома были рационально построены конюшни, погреба, каретник, кладовые, помещения для дворовых крестьян.
Сын Александра Логиновича, Семён Александрович Лихачёв (1774—1821), не унаследовал отцовской бережливости. После смерти отца он принял во владение усадьбу. За семь лет самостоятельного управления наследством он стал известен как страстный любитель лошадей, и его кони славились во всей округе. Они продавались на Симбирской ярмарке, там же покупались новые для развода. Тем не менее, собственное хозяйство он привел к почти полному разорению — семь имений было продано, а главное имение в Полянках было заложено с большими долгами.
Восстанавливать имение пришлось его сыну, Фёдору Семёновичу Лихачёву (1796—1835), который, в отличие от отца, быль человеком строгих правил и обладал твёрдым характером.
Его избранницей стала Глафира Ивановна Панаева, которую он любил с давней юности. Девушка приходилась родной сестрой его другу, литератору Владимиру Ивановичу Панаеву. Однако, свадьба состоялась только спустя полгода после смерти С. А. Лихачёва, который препятствовал заключению брака.
Поселившись в Полянках, новая чета Лихачёвых занялась восстановлением прежнего благосостояния. Усадьбу, входившую в число замечательных селений, расположенных на волжских берегах, описывали так: «В средине селения возвышается помещичий дом, деревянный, двухэтажный, с каменными флигелями и службами, симметрически расположенными пред домом; с правой стороны — небольшой отгороженный участок леса, в котором некогда помещался зверинец помещика, а с левой — фруктовый сад с оранжереею и парниками, разделённый на две половины оврагом, через который перекинут красивый мостик с беседкою».
Дворянство Спасского уезда избрало Ф. С. Лихачёва своим предводителем.
Фёдор Семёнович прожил недолго — на сороковом году жизни он умер от воспаления лёгких.
Позже дом в Полянках с урезанными угодьями достался Петру Фёдоровичу Лихачёву (1833—1904).
Доставшийся дом был в уже довольно обветшалом состоянии. Его пришлось сломать и выстроить новый. Строительство дома было закончено в 1869 году. Как и в старом, была выделена бильярдная комната, только не на верхнем, а на первом этаже. Именно здесь и разместилась библиотека, для которой были заказаны три огромных книжных шкафа с передвижными полками.
После Петра Фёдоровича Лихачёва усадьба перешла во владение одного из сыновей — Ивану Петровичу Лихачёву. По договорённости большая родовая библиотека досталась старшему брату — Николаю Петровичу, который в 1908 году перевёз книжное собрание в собственный дом в Петербурге.
В революционные годы усадьба Лихачёвых была сожжена. О том месте, где она некогда располагалась, напоминает лишь Никольская церковь, в ограде которой были похоронены некоторые из Лихачёвых — Семён Фёдорович Лихачёв с супругой Прасковьей Ивановной (урождённой Осокиной), Фёдор Семёнович Лихачёв, Андрей Фёдорович Лихачёв…
Во времена СССР в Полянках открылась начальная школа. Она располагалась возле церкви на горе (её до сих пор называют Барской) в бывшем деревянном доме священника. Развалины этого старого, но крепкого дома сохранились до сих пор.
Во времена Второй Мировой войны из села ушло добровольцами на фронт по разным данным 250—300 человек.
17 октября 2001 года Покровская церковь в Полянках была освящена. Архиепископ Казанский и Татарстанский Анастасий назначил председателем приходского совета церкви Евгения Сергеевича Столбова. Храм решено было восстановить.

## Транспорт
От Болгара до Полянок можно доехать на маршрутном автобусе.

## Достопримечательности
- Рядом со зданием сельского совета расположен мемориал памяти жертвам Великой Отечественной войны.
- К юго-западу от здания сельского совета расположена церковь Покрова Пресвятой богородицы.